# Achias meijerei
Achias meijerei är en tvåvingeart som beskrevs av Mcalpine 1994. Achias meijerei ingår i släktet Achias och familjen bredmunsflugor. Inga underarter finns listade i Catalogue of Life.